# Aatos Erkko

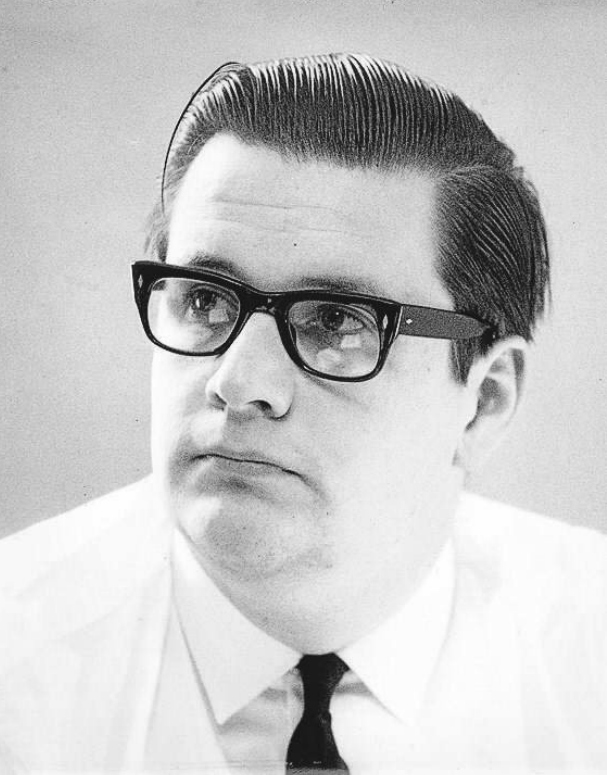
Aatos Erkko år 1963.

Aatos Juho Michel Erkko, född den 16 september 1932 i Helsingfors, död där den 6 maj 2012, var en finländsk tidningsman och mecenat. Han var chefredaktör på Finlands (numera Nordens) största tidning Helsingin Sanomat och Sanoma-koncernens största ägare.
Aatos Erkko var tidningsutgivare i tredje generationen: hans farfar Eero Erkko hade varit med om att grunda Päivälehti, föregångaren till Helsingin Sanomat. Hans far var diplomaten och politikern Eljas Erkko, som ledde Helsingin Sanomat och grundade kvällstidningen Ilta-Sanomat. Modern var engelskfödda Violet Erkko, född Eugenia Violet Sutcliffe. I hemmet talade fadern finska och modern svenska och tyska med Aatos och den åtta år äldre systern. Aatos Erkko gifte sig 1959 med Jane (född Airola). Äktenskapet var barnlöst.
Erkko studerade journalistik vid Süddeutsche Zeitungs journalistskola i München och Graduate School of Journalism of Columbia University i New York. Då han blev myndig 1953 blev han chefredaktör på veckotidningen Viikko-Sanomat, som allt mer började satsa på bildreportage med nyhetssynvinkel, något som var nytt i Finland. Åtta år senare, 1961, blev han en av chefredaktörerna på Helsingin Sanomat (som då blivit landets största tidning), där han framförallt kom att utveckla tidningen som helhet. Bland annat grundades Sanomas egen journalistskola 1967. Erkko var VD för Sanoma Oy 1965–1976, styrelseordförande 1972–1999, styrelseordförande för Sanoma WSOY 1999–2001 och styrelsemedlem 2001–2003.
Bland förtjänsttecken kan nämnas kommendörstecknet av Finlands vita ros (1980) och storkorset av Finlands Lejons orden (1999). Han blev minister 1995, hedersdoktor vid Helsingfors universitet 1995 och kommendör av 1 klass i Brittiska imperieorden 1997.
Erkko nekade till samhälleliga uppdrag då han ansåg att det skulle ha stridit mot hans granskande uppdrag som journalist, men ägnade sig vid sidan av journalistiken åt affärer. Bland annat genom sin roll i Sanoma-koncernen, där han var den största ägaren (23 % år 2009), och Helsingin Sanomat hade han betydlig makt inom den finska medievärlden. Han ägde också mindre poster i andra mediehus och hade ett brett internationellt kontaktnät. Släktens linje var att tillåta journalistisk integritet, men Erkko utnyttjade också sin makt och kunde lägga sig i också små frågor. En av de politiska frågor han öppet tog ställning till var Finlands EU-medlemskap, som han stödde genom en annonskampanj. Tre saker som var viktiga för Erkko var USA, Sverige och EU.

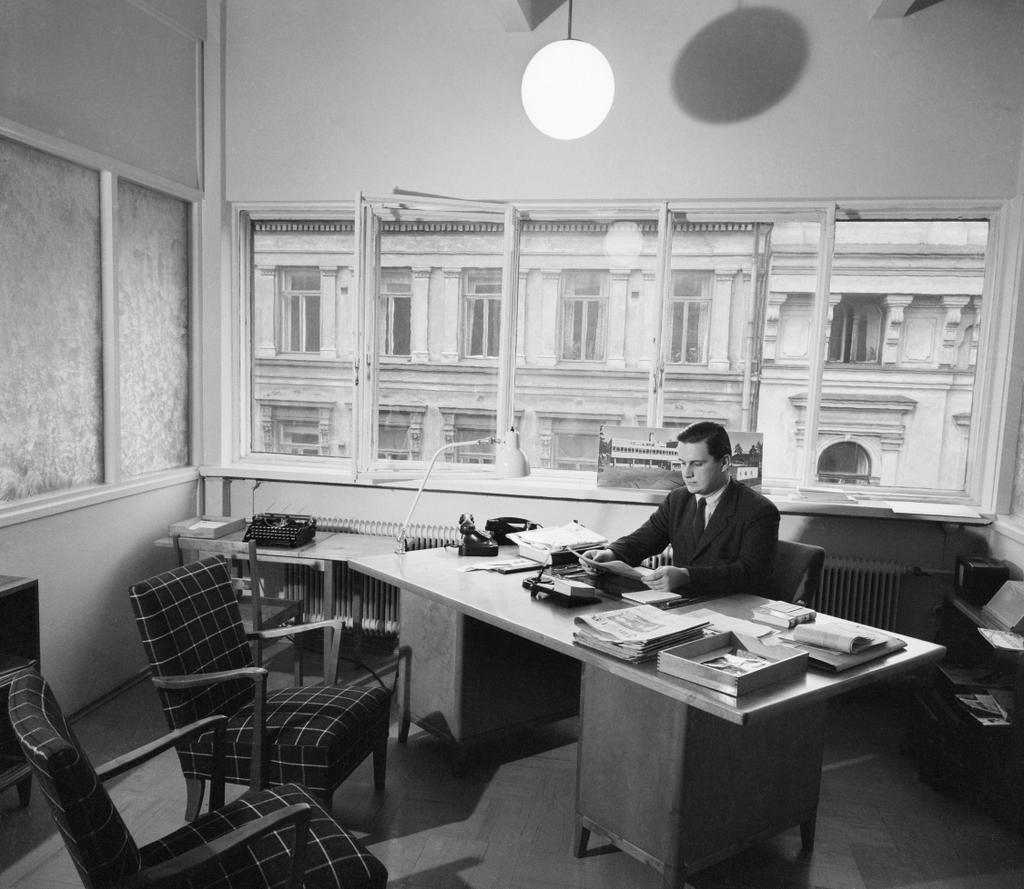
Aatos Erkko, chefredaktör för Viikkosanomat, år 1953.

Erkko levde måttfullt trots att han var en av Finlands rikaste personer; Erkkos aktieinnehav i Sanoma och investeringsbolaget Asipex värderades vid hans död till 700 miljoner euro. Däremot satsade han stora summor i projekt som var viktiga för honom. Bland annat var han avgörande för grundandet av Helsingin Sanomain Säätiö, som stöder medieforskning. Aatos och Jane Erkkos stiftelse, uppkallad efter honom och hans hustru, stöder bland annat internationell forskning konst och kultur. Till den senare testamenterade han sitt aktieinnehav i Sanoma-koncernen och Asipex.
Båtar, och särskilt ångfartyg och -sjöfart, stod Erkko nära om hjärtat. Han engagerade sig till exempel i restaureringen av isbrytaren Turso, som i tiderna hade givits som krigsskadestånd åt Sovjetunionen.

## Utmärkelser
- Storriddare av Isländska falkorden,  1978[6]
- Krigsinvalidernas förtjänstkors,  1979[6]
- Kommendörstecknet av Finlands Vita Ros’ orden,  1980[6]
- Officer av Oranien-Nassauorden,  1980[6]
- Finlands idrottskulturs förtjänstkors i guld,  1990[6]
- Kommendör av 1. klass av Nordstjärneorden,  1990[6]
- Gränsbevakningsväsendets förtjänstkors,  1992[6]
- Kommendör med stora korset av Nordstjärneorden,  1994[6]
- Militärens förtjänstmedalj,  1996[6]
- Hederskommendör av Brittiska imperieorden,  1997[6]
- Storkorset av Finlands Lejons orden,  1999[6]
- Kommendör av Isabella den katolskas orden,  2000[6]

[Redigera Wikidata]